# María Isabel Sánchez Torregrosa
María Isabel Sánchez Torregrosa (Almería, 5 de agosto de 1979) es una política española, miembro del Partido Popular. Es Diputada nacional por la provincia de  Almería desde el 23 de julio de 2023 en la XI legislatura.

## Biografía
Es madre de un hijo.

### Profesión
María Isabel Sánchez Torregrosa es licenciada en Administración y Gestión de Empresas por la Universidad de Granada. Fue directora comercial y asistente financiera en diferentes empresas entre 2003 y 2010.

### Carrera política
Ha sido diputada al Parlamento de Andalucía entre 2014 y 2015. Desde 2011, primera adjunta al alcalde de Huércal-Overa. El 20 de diciembre de 2015 fue elegida senadora por la circunscripción de Almería al Senado y reelegida el 26 de junio de 2016.